# Зуринський район
Зури́нський райо́н — адміністративно-територіальна одиниця РРФСР в складі Удмуртської АО, а пізніше Удмуртської АРСР, що існувала з 15 липня 1929 року до 27 листопада 1956 року. Адміністративний центр — село Зура.
На 1931 рік район складався з 175 населених пунктів із загальним населенням 33 198 осіб (із них 1 095 осіб — в селищі Факел). Площа району становила 1 578 км².
Район був утворений постановою президії ВЦВК від 15 липня 1929 року, замінивши повітово-волосний територіальний поділ на районний. В нього увійшли сільради Зуринської і Поломської волості Глазовського повіту та Якшур-Бодьїнської волості Іжевського повіту.
На момент утворення район включав 16 сільрад — Бакчеєвська, Великопургинська, Бидзімошурська, Вукогуртська, Гереєвська, Деменлудська, Зуринська, Ігринська, Карачумська, Косолюцька, Кузьмовирська, Сепозька, Сепська, Тюптієвська, Чубоєвська, Штанігуртська та селищна рада селища Сергієвського заводу «Факел».
Указом президії ВЦВК від 1 липня 1937 року приблизно половина району, а це 6 сільрад та 1 селищна рада, були передані до складу новоствореного Ігринського району. Надалі, до 1954 року район складався з 10 сільрад — Великопургинська, Бидзімошурська, Зуринська, Карачумська, Котегуртська, Сепозька, Сепська, Тюптієвська, Чубоєвська, Штанігуртська. В 1939 році Штанігуртська сільрада перейменована в Ключевську. В результаті реформи 1954 року кількість сільрад зменшилась до 7 — Бидзімошурська приєднана до Зуринської, Великопургинська приєднана до Сепозької, Карачумська приєднана до Ключевської.
Постановою президії ВР Удмуртської АРСР від 23 листопада 1956 року та указом президії ВР РРФСР від 27 листопада 1956 року район був ліквідований, а його сільради відійшли до сусідніх районів — Котегуртська до Дебьоського, Чубоєвська до Балезінського, всі інші до Ігринського району.